# Chancenbericht
Chancenbericht ist ein Begriff aus dem Dritten Buch des deutschen Handelsgesetzbuchs (HGB) und gehört zum gesetzlich vorgeschriebenen Inhalt des Lageberichts, der wiederum Pflichtteil des Geschäftsberichts ist. 

## Inhalt und Bedeutung
Im Rahmen der Buchführung müssen Kapital- und bestimmte Personenhandelsgesellschaften im Lagebericht auch die voraussichtliche Entwicklung mit ihren wesentlichen Chancen und Risiken beurteilen und erläutern sowie die zugrunde liegenden Annahmen angeben (§ 289 Abs. 1 Satz 4 HGB). Entsprechendes gilt für den Konzernlagebericht (§ 315 Abs. 1 Satz 4 und 5 HGB). 
Eine Legaldefinition der Begriffe Chancen und Risiken gibt es nicht. Der Deutsche Rechnungslegungsstandard (DRS 20) definiert diese als „mögliche positive bzw. negative Ziel- oder Prognoseabweichungen von der voraussichtlichen Entwicklung, wobei zu den wesentlichen Risiken auch solche gehören, die den Fortbestand der Gesellschaft existenziell gefährden.“
Bei der Berichterstattung über Chancen ist analog wie bei den Risiken vorzugehen. Nach DRS 20.165 sind die Mindestanforderungen zur Risikoberichterstattung aus DRS 20.135–164 sinngemäß zur Berichterstattung über die wesentlichen Chancen anzuwenden.
Der Chancenbericht soll es dem verständigen Adressaten einschließlich dem betreffenden Unternehmen ermöglichen, sich in Verbindung mit dem Konzernabschluss, der die Vermögens-, Finanz- und Ertragslage darstellt, ein zutreffendes Bild von der voraussichtlichen Entwicklung des Konzerns und den mit ihr einhergehenden wesentlichen Chancen und Risiken zu machen. Analog zum Risikobericht enthält der Chancenbericht die wesentlichen Informationen über die Chancenstrategie, den internen Chancenmanagementprozess, die unternehmerischen Suchfelder für Chancen und die Maßnahmen zur Entwicklung und Steuerung unternehmerischer Potentiale.

## Beispiele
- Adidas: Risiko- und Chancenbericht.
- MerckGroup: Risiko- und Chancenbericht.[5]
- Volkswagen AG: Risiko- und Chancenbericht.